# Dicke Eiche bei Airlenbach

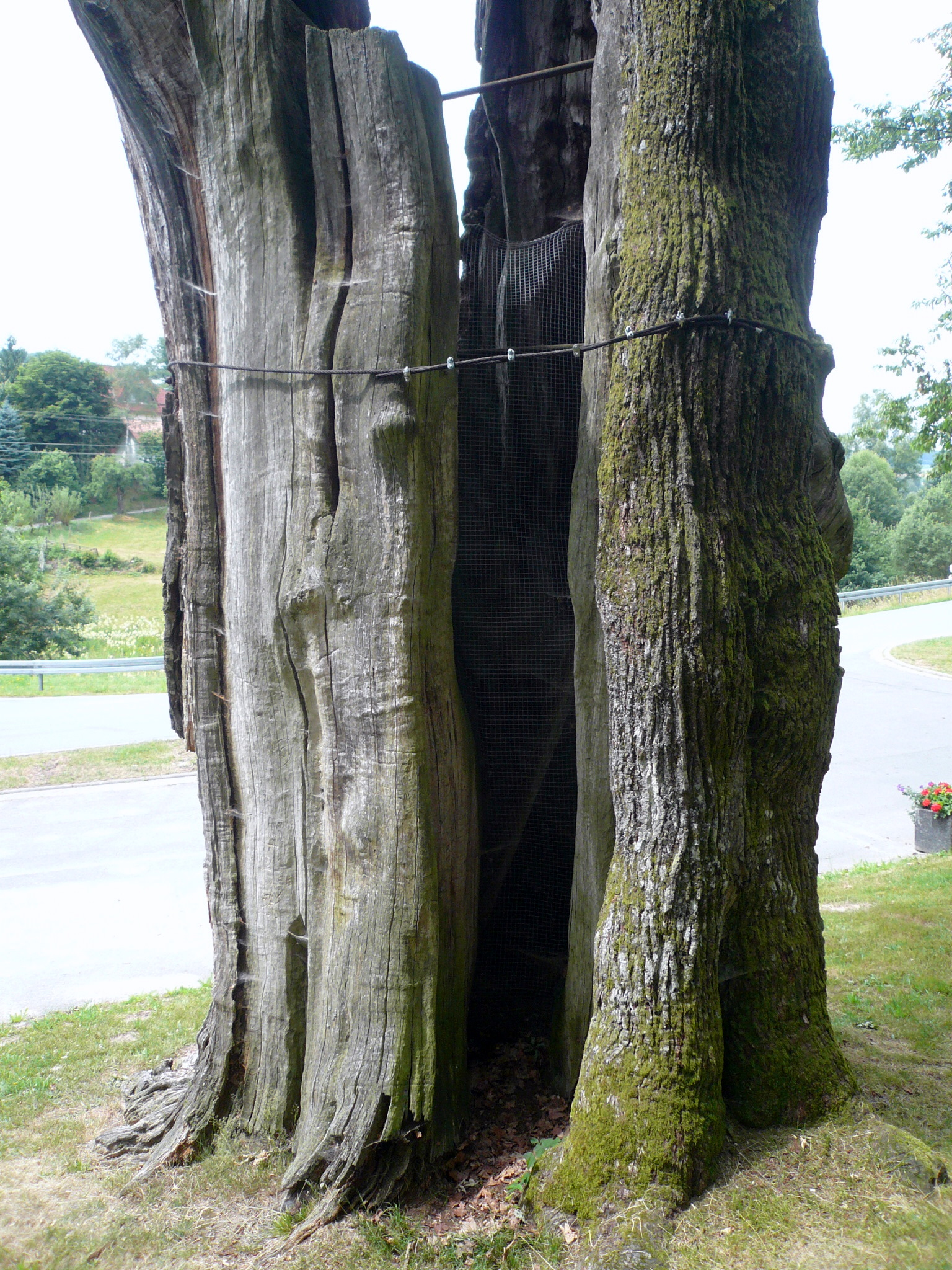
Geteilter Stamm von Norden gesehen

Die Dicke Eiche bei Airlenbach (auch Siegfriedeiche genannt) ist ein Naturdenkmal, welches am Ortsrand von Airlenbach, einem Ortsteil von Oberzent, auf etwa 340 Meter über Normalnull im Odenwald steht. Die Stieleiche (Quercus robur) befindet sich neben einer Straßenkreuzung auf einer leicht ansteigenden Wiese mit dem Kriegerdenkmal des Ortes. Am 3. Dezember 2012 wurde die Dicke Eiche aus Sicherheitsgründen bis auf einen knapp fünf Meter hohen Stumpf gekappt und in der Folge konserviert und mit einem Schutzdach versehen, um die Erinnerung an eines der bekanntesten Naturdenkmäler des Odenwaldes zu erhalten. Ein Stück des gekappten Stammes wurde von Klaus Simon zum Altar der Klinikkapelle des Erbacher Kreiskrankenhauses umgestaltet.

## Beschreibung des letzten lebenden Zustands

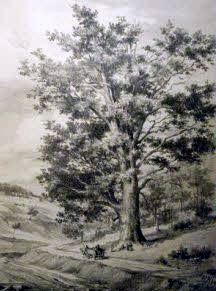
Eiche um 1899 – Lithografie von Albert Hartmann

Die Eiche befand sich 2012 in einem schlechten Zustand und war schon weitgehend abgestorben. Der Stamm war völlig ausgehöhlt, gespalten und nach oben hin offen. Der Hohlraum hatte einen Durchmesser von 1,8 Metern. Zusammengehalten wurde der Stamm durch Eisengurte, die um ihn herum führten, und Stangen. Der Stamm war bis auf kleine Stellen auf der Nordseite völlig ohne Rinde. Die Eiche hatte einstmals drei stammartige Äste, wobei der unterste, der seitlich auslud, schon längere Zeit fehlte. Die beiden anderen Starkäste gabelten sich in etwa vier Meter Höhe auf und strebten senkrecht nach oben, wobei jeder Ast auf einer Stammhälfte saß. Einer der Äste war Jahre zuvor gekappt worden und 2012 bereits tot. Der letzte verbliebene Ast stieg in eine Höhe von insgesamt 24 Meter auf und bildete eine  kleine, sechs Meter im Durchmesser messende Krone, die bis zuletzt jährlich ergrünte. Beide Äste waren ebenfalls bis auf kleine Bereiche ohne Rinde. Sie waren durch Stahlseile miteinander verbunden. Der ganze Baum  wurde mittels mehrerer Stahlseile von einer anderen, hangaufwärts gelegenen Eiche gehalten, damit er nicht umstürzte.
Noch Anfang des 20. Jahrhunderts war die Eiche in einem guten Zustand. Im Jahre 1904 hieß es:

„Der mehr ovale Stamm hat einen Umfang von ungefähr 7,5 m. Dieser mächtige Stamm trägt eine riesige Krone, deren gewundenes, knorriges, zackiges Geäst zu einer Gesamthöhe von über 35 m sich erhebt. Die wohl sechs Jahrhunderte, welche an dieser Riesen-Eiche vorübergezogen sind, haben nur wenige Spuren hinterlassen, namentlich dem Stamme vermochten sie nichts anzuhaben.“

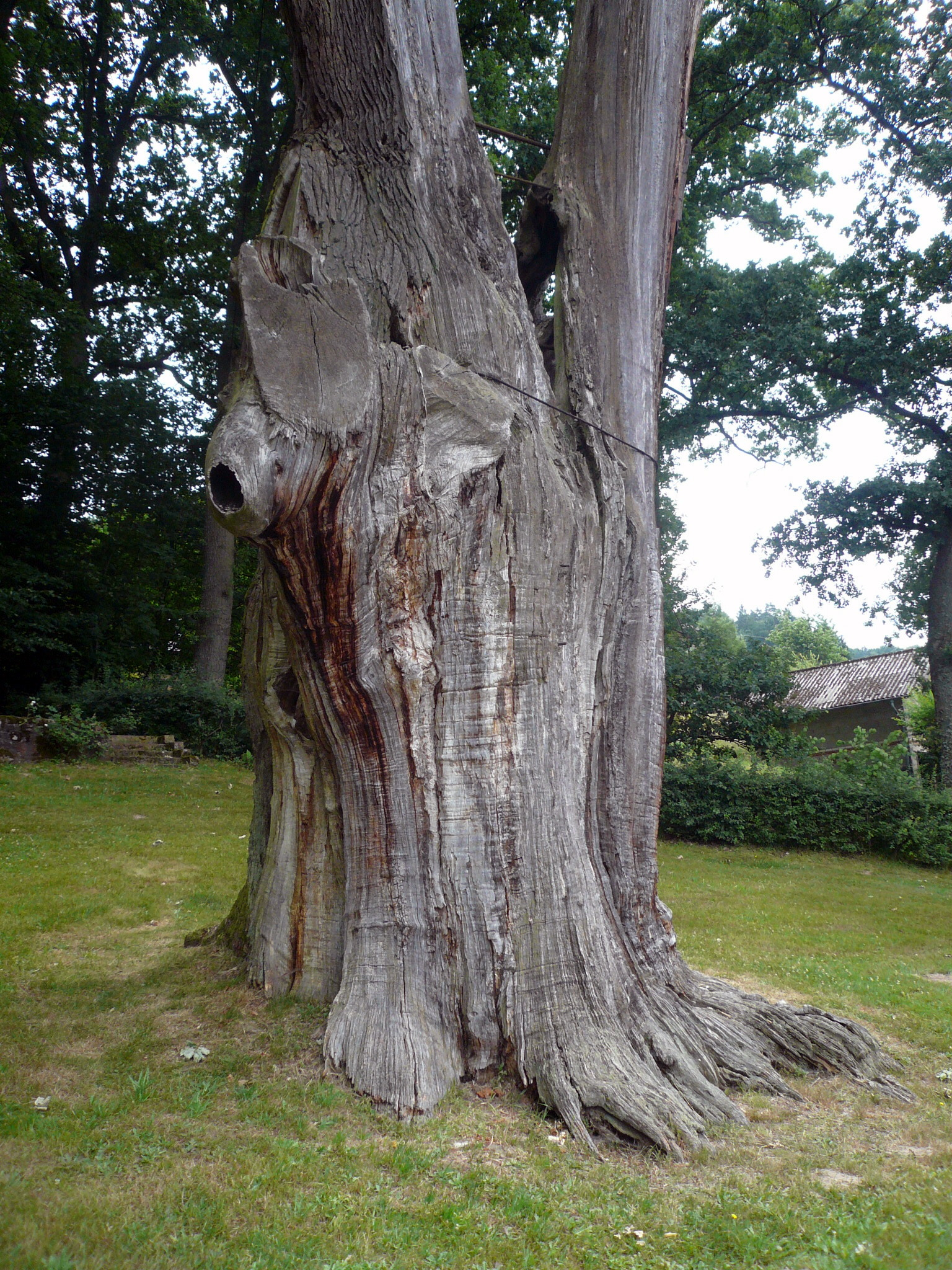
Stamm von Südwesten gesehen

Das Alter der Eiche wird mit 800 bis 1000 Jahren angegeben, was allerdings wohl etwas zu hoch gegriffen sein dürfte. Der Stammumfang wird mit 8,6 Metern angegeben. Hans Joachim Fröhlich – Initiator des Kuratoriums Alte liebenswerte Bäume in Deutschland e. V. – gab für die Eiche im Jahre 1990 ebenfalls ein Alter von 800 bis 1000 Jahren an, bei einem Stammumfang in 1,3 Meter Höhe von 8,4 Metern. Das Deutsche Baumarchiv nennt für die Eiche ein Alter von 320 bis 430 Jahren.
Messungen im Jahre 2008 an der Stelle des geringsten Umfanges (Taille) ergaben 8,15 Meter. In einem Meter Höhe betrug der Stammumfang 8,30 Meter. Mit diesen Maßen liegt die Eiche nach dem Deutschen Baumarchiv, dem der Stammumfang in einem Meter Höhe als wichtigstes Auswahlkriterium dient, über dem unteren Grenzwert der national bedeutsamen Bäume (NBB).

## Geschichte
Die Eiche sollte im Jahre 1890 beim Ausbau der Landstraße L3120 Beerfelden–Affolterbach gefällt werden, was jedoch unterblieb. Sie wurde 1922 saniert und der hohle Stamm nach dem damaligen Verständnis für Baumsanierungen ausgemauert, was im Jahre 1933 wiederholt wurde. Der Fabrikant Carl Freudenberg aus Weinheim ließ 1958 zu seinem 70. Geburtstag die Eiche aus Zuneigung komplett konservieren. Die Arbeiten übernahm der Baumpfleger Michael Maurer. Die Gemeinde ließ aus Dankbarkeit am 29. März 1958 eine Tafel anbringen, die heute allerdings nicht mehr vorhanden ist:

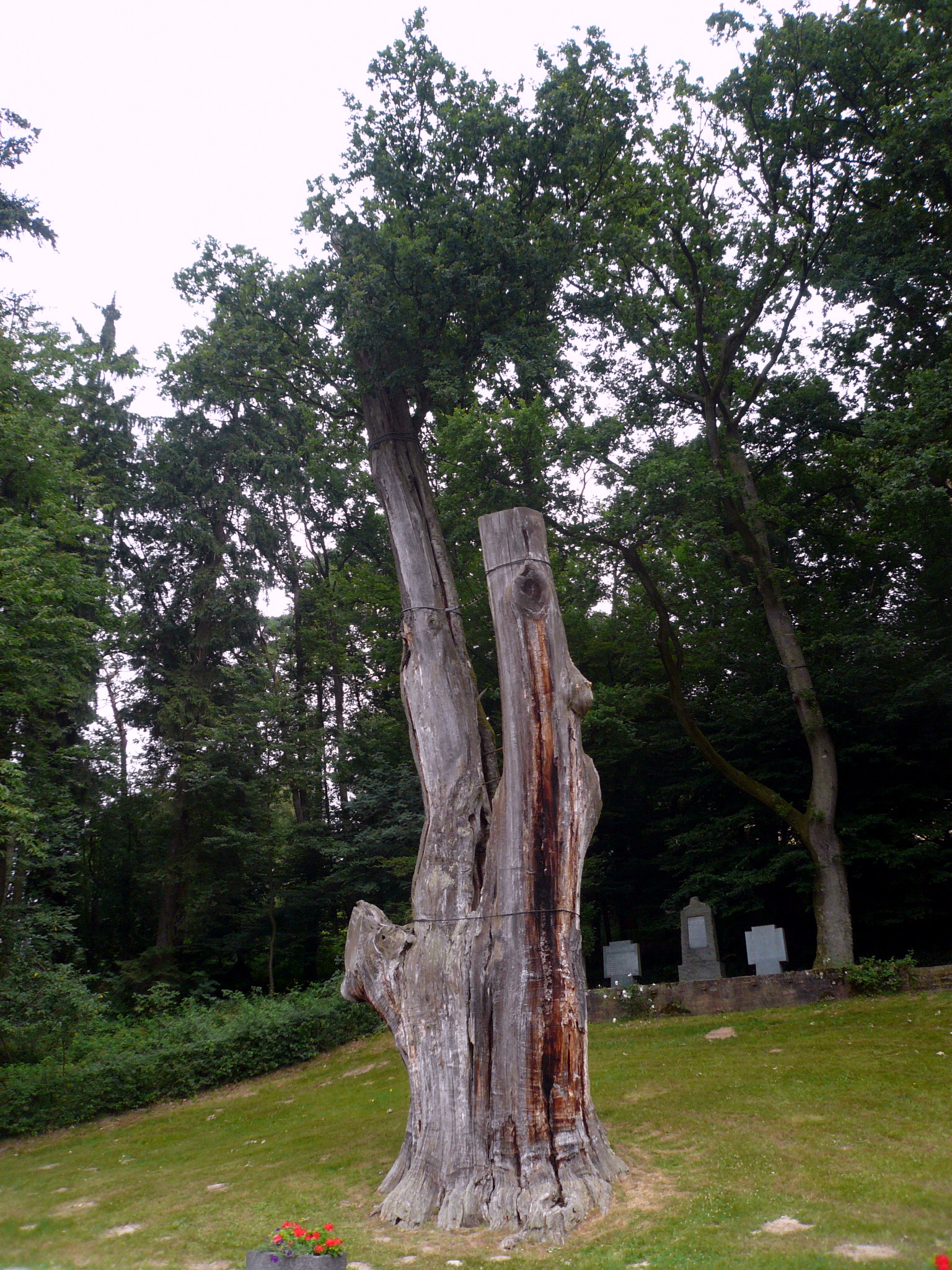
Ansicht von der Straße aus

Baum des Odenwaldes
Höhe: 30 m
Durchmesser: 2,70 m
Umfang: 8,60 m
Alter: ca. 800 Jahre
Zum 70. Geburtstag des Herrn Karl
 Freudenberg, Weinheim, instandge-
setzt durch seine Belegschaft am
 29. März 1958.

## Erzählungen
Einer Sage zufolge soll die Eiche aus einer Eichel gewachsen sein, die vom jungen Siegfried eigenhändig in den Boden gesteckt wurde. Einer anderen Erzählung nach soll Siegfried sich bei der Jagd darunter ausgeruht haben. Auch in einer weiteren Sage um Siegfried von Xanten taucht die Eiche auf. Siegfried soll demnach an der Stelle der Eiche bei der Jagd einen großen Auerochsen erlegt haben, aus dessen Blut die Eiche entstanden ist. Die Eiche soll schon kräftig gewesen sein, als die ersten Menschen in den Odenwald kamen, um sich dort anzusiedeln. Die Eiche wird auch mit einem Volkslied in Verbindung gebracht. Bei Es steht ein Baum im Odenwald aus dem Jahre 1781 von Johann Friedrich Reichardt soll es sich um die Dicke Eiche handeln.